# Hagström Partner
Hagström Partner var den sista elgitarrmodellen från Hagström i Älvdalen och tillverkades i en liten serie om 437 exemplar under året 1979.

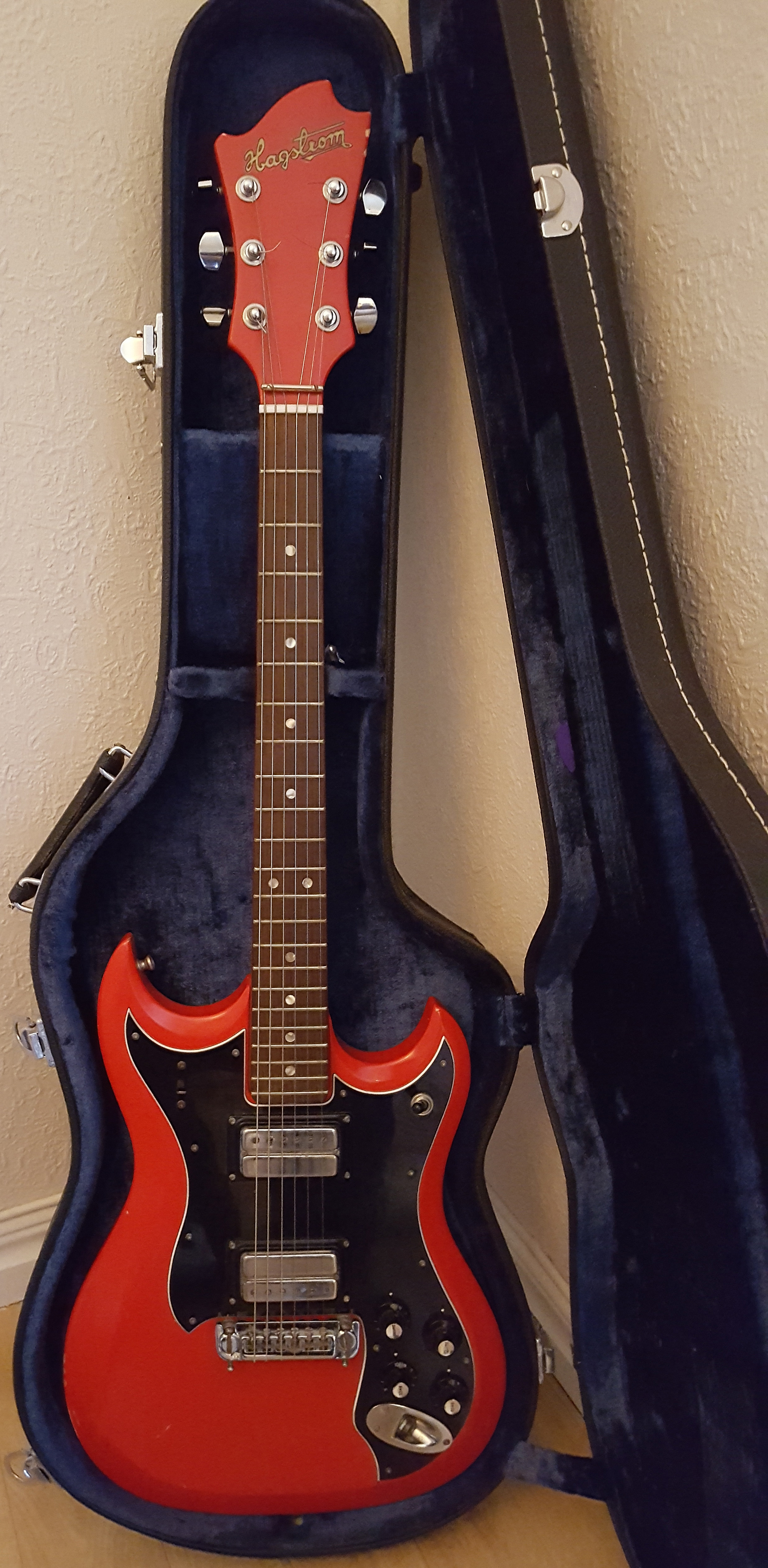
Hagström Partner med röd hals i original hard case. (Serienr. # 53 0631 45)

Modellen ansågs lite otidsenlig då den introducerades, eftersom företag som Alembic, B.C. Rich och Ibanez på den tiden drev marknaden mot genomgående halskonstruktion, inbyggda effekter och aktiv elektronik.
I början av 1980-talet drabbades marknaden i USA av en ekonomisk recession där tillverkning av gitarrer i allt större omfattning flyttades till lågkostnadsländer i Östasien. Denna gitarrmodell kom därmed aldrig att marknadsföras i USA.
Hagström Partner tillverkades av överblivna delar från Hagströms utgångna modeller. Halsar och kroppar var desamma som på Hagström IIN, som slutade säljas 1976. Från modell H1-0 som enbart såldes i Kanada 1968-69, hämtades pickuperna. Halsen var vanligen målad i samma färg som kroppen, även om några exemplar har klarlackad hals.
Trots sitt något brokiga ursprung var gitarren välspelande och har med tiden fått en hängiven beundrarskara.